# جرج تویدی
جرج تویدی (به انگلیسی: George Tweedy) بازیکن فوتبال زادهٔ ۸ ژانویه ۱۹۱۳ اهل انگلستان بود که سابقهٔ بازی در تیم ملی فوتبال انگلستان را در کارنامهٔ خود دارد. وی در تاریخ ۲ دسامبر ۱۹۳۶ تنها بازی ملی خود را در مقابل تیم ملی فوتبال مجارستان انجام داد.